# Gastronomía de Abruzos
La cocina de Abruzos (cucina abruzzese) se ha visto fuertemente afectada por el aislamiento geográfico que ha caracterizado a la región durante siglos; la dureza de la sierra siempre ha permitido una agricultura limitada a muy pocos cultivos y las poblaciones locales también se acercaban a estos cultivos con la agricultura, mientras que en la zona costera, la actividad más practicada para la supervivencia era la pesca, que se practicaba con las antiguas máquinas de pesca de los Abruzos llamadas Trabucco; es por tanto una cocina que deriva tanto de las tradiciones pastoriles de las zonas montañosas del interior como de las tradiciones marineras de la zona costera; el aislamiento que ha caracterizado a la región durante décadas ha asegurado que esta última mantenga un arte culinario vivo e independiente.
Los productos más utilizados en la actualidad son: 
- Aprutino Pescarese
- Arrosticini
- Bocconotto
- Carne di castrato
- Colline Teatine
- Confetto
- Confetto de Sulmona
- Ferratella
- Montepulciano d'Abruzzo Colline Teramane
- Mortadela de Campotosto
- Parrozzo
- Porchetta
- Pretuziano delle Colline Teramane
- Sise delle monache
- Spaghetti alla chitarra
- Stracciatella (sopa)
- Ventricina
- Vino de Abruzos
- Zeppole

## Platos
Algunos platos tradicionales de esta región son:

### Primeros platos

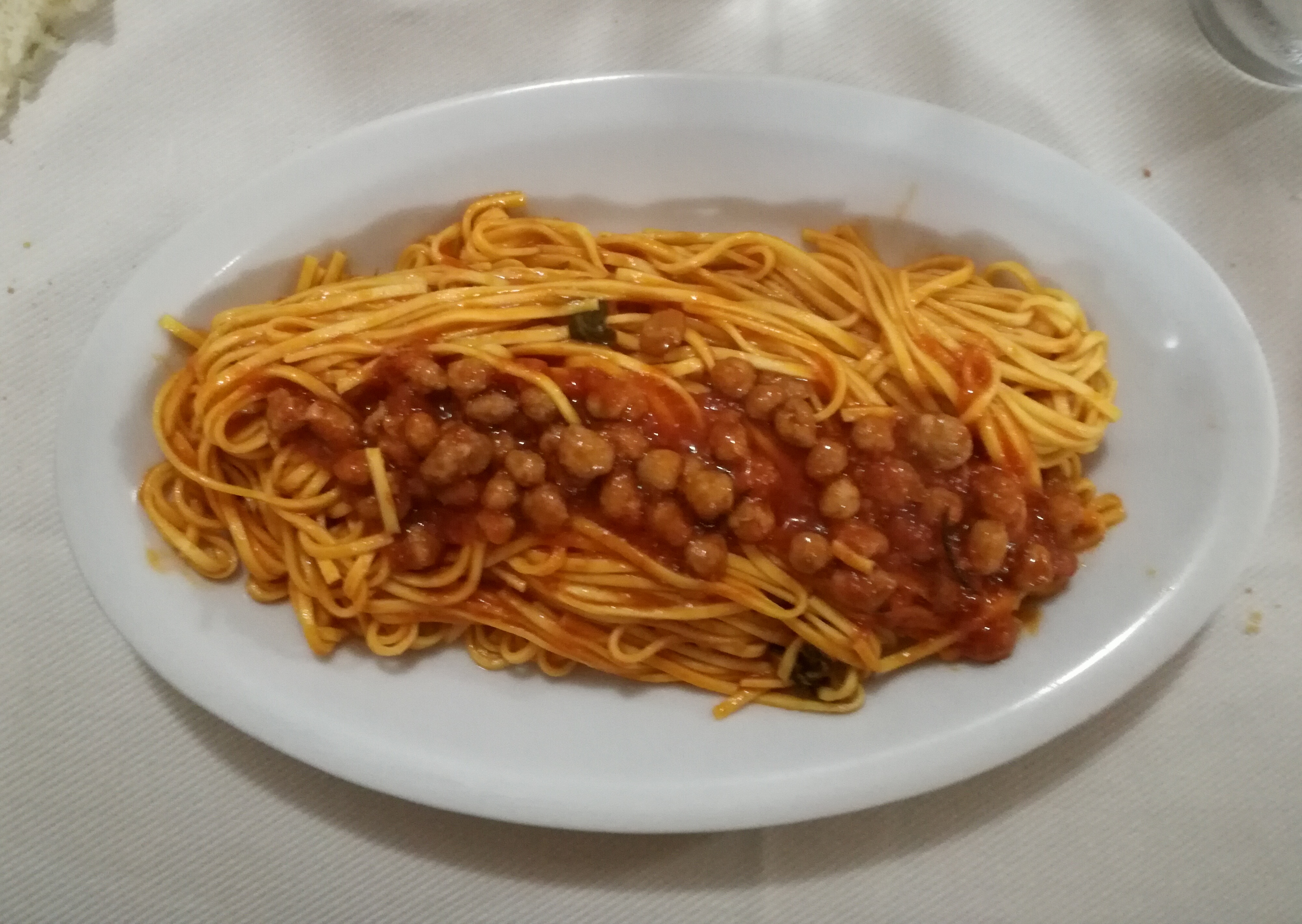
Spaghetti alla chitarra

- Spaghetti alla chitarra: primer plato símbolo de la cocina de Abruzzo, es una variedad de pasta al huevo con una sección cuadrada y un espesor de unos 2-3 mm. Se elaboran con un instrumento llamado guitarra: la masa se coloca encima de la guitarra y se presiona con un rodillo para que las cuerdas de la guitarra corten la masa en macarrones dando a la pasta el típico perfil cuadrado y una consistencia porosa que permite la salsa para adherir. Los macarrones alla chitarra se preparan generalmente con una mezcla de salsa de carne de res, cerdo y cordero. Menos tradicionales son las salsas de jabalí, liebre y caza.

- Stracciatella (sopa)

- Scrippelle: Los scrippelle son un plato típico de la cocina de Teramo y, aunque se están extendiendo cada vez más por los Abruzos, siguen siendo un elemento característico de las zonas de las que son originarios. Consisten en tortillas muy finas que se preparan echando una masa de harina, agua y huevos en una sartén muy caliente; de hecho, son muy similares a las crêpes francesas que, según algunos, fueron traídas desde Teramo al otro lado de los Alpes en la estela de sus ejércitos. Los scrippelle son la base de varios platos fundamentales de la cocina de Teramo, entre ellos: el scrippelle 'mbusse, húmedo, sumergido en un caldo de gallina ligero después de haber sido espolvoreado con parmesano añejo o pecorino d'Abruzzo y enrollado; el timbal de scrippelle, donde sustituyen al hojaldre al separar las capas de ingredientes; los scrippelle al horno donde se rellenan y se cuecen al horno de forma similar a los canelones. A menudo nos referimos a la scrippelle Teramo que significa el plato de la scrippelle 'mbusse y esto, muy probablemente, está relacionado con la dificultad de la forma dialectal.

Otro tipo de scrippelle son los elaborados con harina o almidón de patatas fritas dulces / aperitivo típico de Navidad (principalmente muy extendido en la zona de Vasto)
- Rintrocele o Rintrocilo o i'ntrucioloni: El Rintrocele es una pasta larga (masa pobre sin huevo, sólo trigo duro y agua) típica de los lancianeses. Generalmente se hace con salsa de oveja o con el típico ragú de cordero (en dialecto sughe d'agnelle). La sección es cuadrada y puede alcanzar los 5 mm de diámetro. En una época, durante las fiestas, amas de casa capaces de untar el rintrocilo eran convocadas por las familias más ricas para el almuerzo navideño. De hecho, este plato es considerado el verdadero primer plato navideño para muchas familias frentanas. No debe confundirse con la pasta alla mugnaia, que se compone de espaguetis de una sola sección redonda.
- Virtud: Las virtudes son un plato de la cocina de Teramo, característico del primero de mayo.

- Pasta allo sparone: Sparone en dialecto significa paño de cocina; de hecho esta pasta fresca (rellena de espinacas, ricota y queso rallado) se cocina toda envuelta en un paño blanco. Después de la ebullición, se retira el sparone y se corta la pasta en rodajas que, sazonadas con salsa de tomate, se doran en el horno.
- Mazzarelle: Producto típico de la cocina de Teramo, parecen un segundo plato, por lo tanto considerados por muchos como tales y, por supuesto, la primera impresión será considerarlos como un plato posterior a otros platos de la cocina de Teramo como el timbal o los maccheroni alla. chitarra, sino que, en cambio, la mazzarelle se convierte en una primera, de hecho, la primera obligatoria del almuerzo de Pascua, una especie de obertura tradicional dedicada al cordero y que evoca un pasado imborrable e inolvidable de la vida rural cotidiana. Plato sencillo, aparentemente, menudencias de cordero envueltas en hojas de escarola atadas con tripas del mismo cordero, pero sujetas al debate no resuelto entre dos corrientes de pensamiento: la de la mazzarella simple, cocinada en un salteado que realza su sabor, y la de la mazzarella guisada, se deja cocer en una salsa que se adorna con los humores del cordero.

- Maltagliati o tajulini: Pasta para servir con sopa de frijoles, por ejemplo.
- Macaroni alla molinara: Pasta con agua y harina similar a un fideo. Acompaña bien al cordero o al cordero en salsa pero originalmente se usaban como condimento, pescado de río o, más simplemente, aceite con puntas de hojas de ajo, pimientos, perejil. También excelente con salsa de pescado; se come en la spianatora (es decir, una superficie plana de madera), donde se ha preparado y sazonado, sin platos ni otros adornos innecesarios. Típico de Bisenti, en la zona de Teramo. En el sentido más típico se compone de un solo espagueti, que luego es cortado por los comensales.

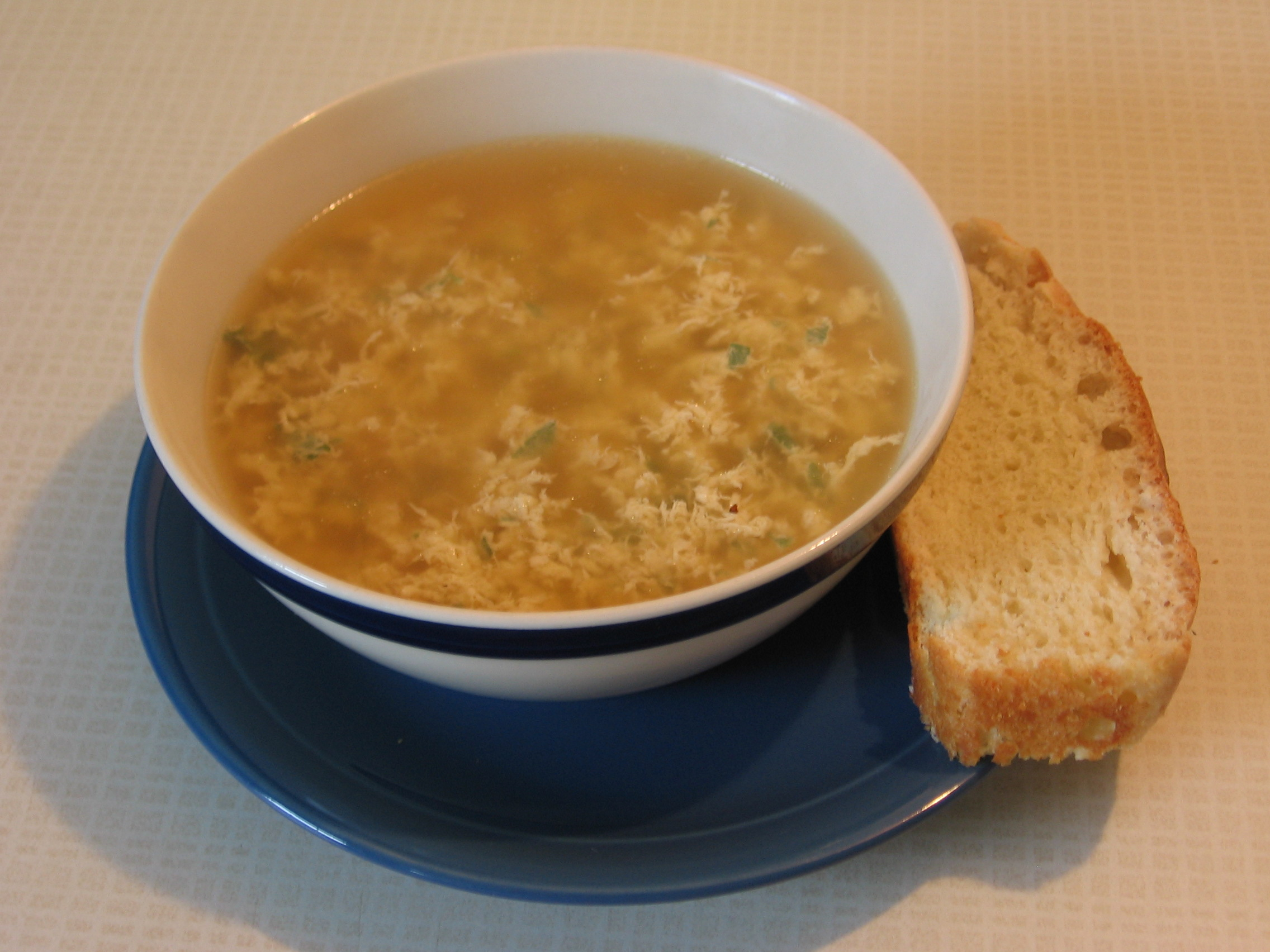
Cuenco de stracciatella

- Pasta alla mugnaia: pasta al huevo resultante de una mezcla de harinas, que se caracteriza por su forma alargada e irregular y su particular consistencia, generalmente condimentada con una salsa de carne muy rica. Es típico de Elice donde también se celebra cada año la fiesta homónima.

- Sagne y alubias (fasciule): Pasta elaborada con agua, sal y harina, con una característica forma de tira, acompañada de una salsa de tomate y alubias muy húmedas.
- Cepe: Pasta casera. Se forma a partir de una masa sin huevo, y tiene la forma característica que se obtiene pasando una tira de pasta de unos 3-4 centímetros de largo por 1 centímetro de ancho, alrededor de un tocón. Es excelente con salsa de carne de jabalí. Típico de la zona de Civitella del Tronto, en la zona de Teramo.
- Polenta all'abruzzese: Freír el tocino con las salchichas y la cebolla, agregar un poco de sal y dorar todo. Vierta el tomate y cocine durante aproximadamente 1 hora. Poner una sartén grande al fuego, con agua en la proporción de una taza de leche por persona, y echar en ella un chorrito de aceite de oliva. Cuando esté a punto de hervir, vierte la harina de maíz en una lluvia, teniendo cuidado con la otra mano de revolver constantemente para evitar la formación de grumos. Una vez que haya alcanzado cierta consistencia, continúe cocinando la polenta, siempre revolviendo. Una polenta "buena" tarda unos 20 minutos en cocinarse. Para ver si la polenta está cocida, poner media cucharada en un plato, dejar enfriar y si al levantar una parte con un tenedor se sale del plato, significa que la polenta está cocida. Darle la vuelta sobre una tabla de repostería y nivelarlo con un cucharón de madera, luego aliñarlo con la salsa y abundante pecorino rallado.
- Ndurciulline: Esta pasta es característica del territorio atravesado por el antiguo tratturo L'Aquila-Foggia, también llamado Tratturo Magno, en el tramo entre Lanciano y Cupello. Es una pasta fresca artesanal, elaborada a base de sémola de trigo duro y harina de trigo blando, de color marfil opaco, cortada en espaguetis largos y finos de sección rectangular. Para poder disfrutarlos en su totalidad, el 'ndurcciullune debe sazonar con una salsa a base de carne de cordero u oveja (con la que se deben preparar los rollitos con un relleno consistente en una mezcla de hierbas aromáticas, ajo, perejil, panceta o manteca de cerdo), tomate en trocitos, aceite de oliva virgen extra y diversas especias aromáticas. Este plato nació del encuentro entre civilizaciones campesinas y pastoriles, ocurrido durante la trashumancia.

- Fettuccine all'abruzzese: son los típicos fettuccine de Abruzzo sazonados con tocino, cebolla, pecorino, sal, aceite, perejil y parmesano.

### Platos principales
- Carne di castrato

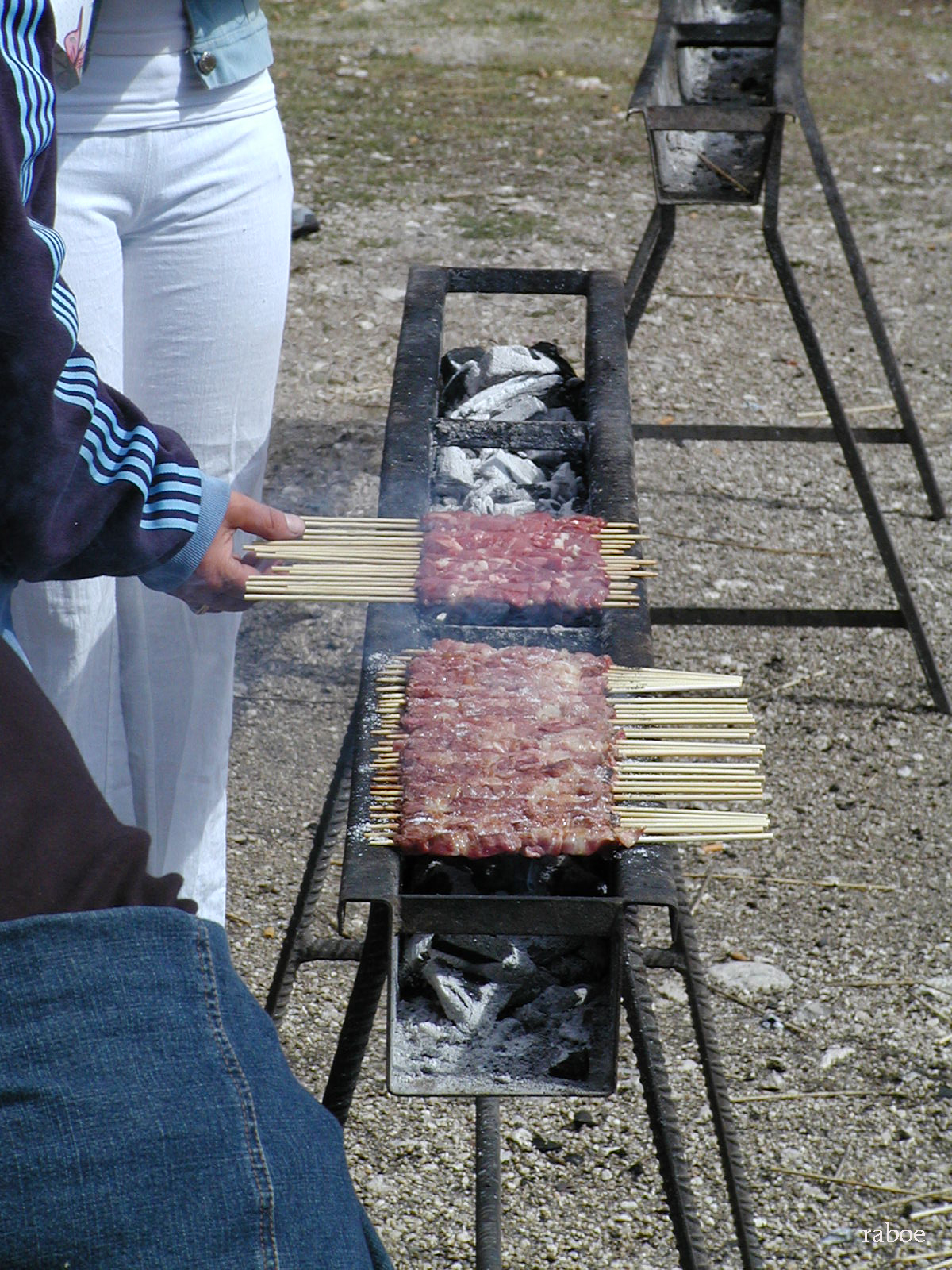
Arrosticini sobre el rustillire.

- Porchetta: Similar a la de Lazio, se caracteriza por la preparación de un cerdo adulto (en lugar de un cerdo como en otras regiones). Una curiosidad que pocos conocen es que la porchetta abruzzesa era muy popular en Roma y el Papa encargaba a menudo la de la zona teatina.
- Arrosticini: Otro plato emblemático de la región; en la pobre cocina tradicional de Abruzzo encontramos a menudo el uso de carne de cordero, oveja y cordero. Una preparación particular basada en este tipo de carne son los arrosticini (en algunas zonas rrustelle o arrustelle), originarios de las estribaciones del Gran Sasso de Italia en la provincia de Pescara pero muy extendidos en toda la región, consistentes en carne de ovino (tradicionalmente cordero, ahora casi siempre de oveja) cortadas en trozos y ensartadas en brochetas, que se cuecen en un brasero con una característica forma alargada llamada canala (en dialecto proudll) por su parecido con un canalón.

- Pecora alla cottora: Típica de toda la zona montañosa de las provincias de L'Aquila y Teramo (donde también se le llama pecora alla callara o pecora al caldaro) y en particular de la cuenca de Aquilan y Marsica, es una receta milenaria se remonta a los tiempos de la trashumancia cuando las ovejas viejas, cojas o muertas en el largo viaje desde los Abruzos hasta el Tavoliere delle Puglie, solían dejarse a cargo de los cuidadores del rebaño. Para ablandar la dura carne de oveja, se sometía a una larguísima cocción, con los aromas y especias que se encuentran en la calle, en un caldero: la cottora o callara, mientras los pastores se turnaban al cuidado del fuego y espumaban la salsa.

- Chivo alla neretese: El producto, con carne de color rojo ámbar, se presenta con salsa de tomate acompañado de pimientos rojos fritos en una sartén aparte.

- Pavo alla canzanese: El pavo se sirve frío, junto con la gelatina obtenida al dejar reposar y enfriar el caldo de la cocción.

- Ndocca' Ndocca: Es el clásico plato campesino en el que se utilizan todas las partes del cerdo (orejas, morro, corteza, patas, costillas) que no pueden convertirse en jamones o embutidos. Típico de la zona de Teramo.

### Pescado

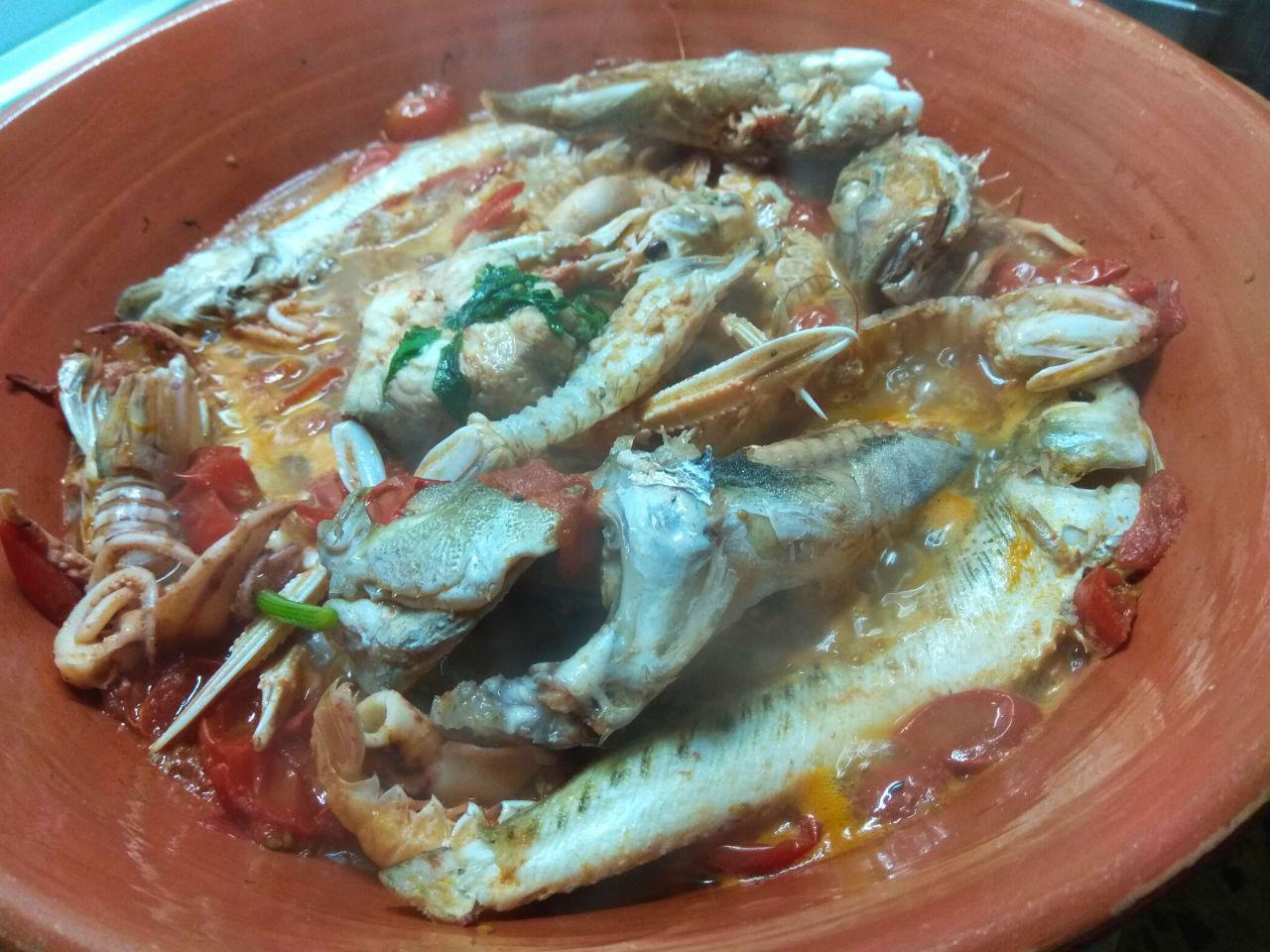
Brodetto alla vastese

- Brodetto alla vastese: Típica de las zonas marítimas, la sopa de pescado es un plato de Abruzzo en sus variantes de Silvi, Giulianova, Pescara y Vasto.[2]
- Scapece alla vastese: Pescado típico de la costa de Chieti, para su preparación se utilizan trozos de mielga o raya, enharinados, fritos en aceite de oliva y marinados en vinagre aromatizado con azafrán Navelli, del que se extrae en el típico color amarillo intenso.[3]
- Baccalà all'abruzzese: bacalao cocinado en una sartén con patatas, tomate, aceite, ajo, perejil, cebolla, guindilla, sal y aceitunas negras.[4]
- Pescado blanco de Campotosto: producto típico del Lago de Campotosto, se cocina asado a la parrilla y luego se conserva marinara en una preparación de vinagre y con aceite y guindilla.[5][6]
- Mejillones al azafrán: clásicos mejillones cocidos preparados con perejil, cebolla, laurel, vino blanco, aceite de oliva y aliñados con salsa de Azafrán de l'Aquila.[7][8]

### Panes
- Pizza di Pasqua
- Pane parruozzo
- Pagnotte da forno di Sant'Agata
- Pane cappelli
- Pane casareccio aquilano
- Pane con le patate
- Pane di Solina, pagnotte di Solina
- Pane nobile di Guardiagrele
- Panonta
- Pizza scima

### Embutidos

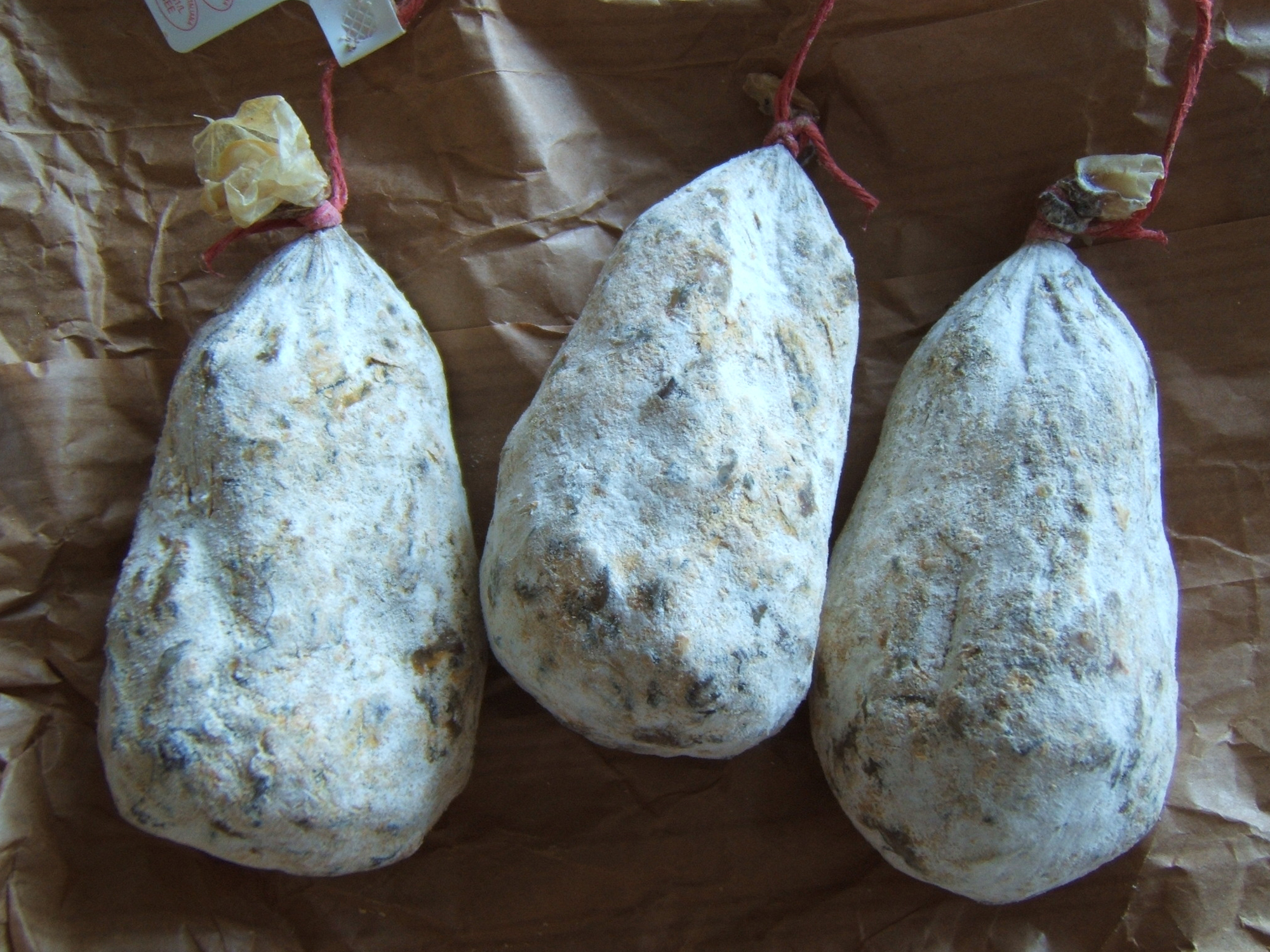
Mortadela de Campotosto.

- Mortadela de Campotosto
- Ventricina

### Quesos
- Cacio di vacca bianca o caciotta di vacca
- Caciocavallo abruzzese
- Caciofiore aquilano
- Caciotta vaccina frentana, o formaggio di vacca
- Caprino abruzzese
- Formaggi e ricota di stazzo
- Giuncata vaccina abruzzese, sprisciocca
- Giuncatella abruzzese
- Incanestrato di Castel del Monte
- Mozzarella abruzzese
- Pampanella
- Pecorino d'Abruzzo
- Pecorino di Atri
- Pecorino di Farindola
- Pecorino marcetto, cacio marcetto
- Ricota stagionata di pecora (ricota salata abruzzese)
- Scamorza abruzzese

### Dulces

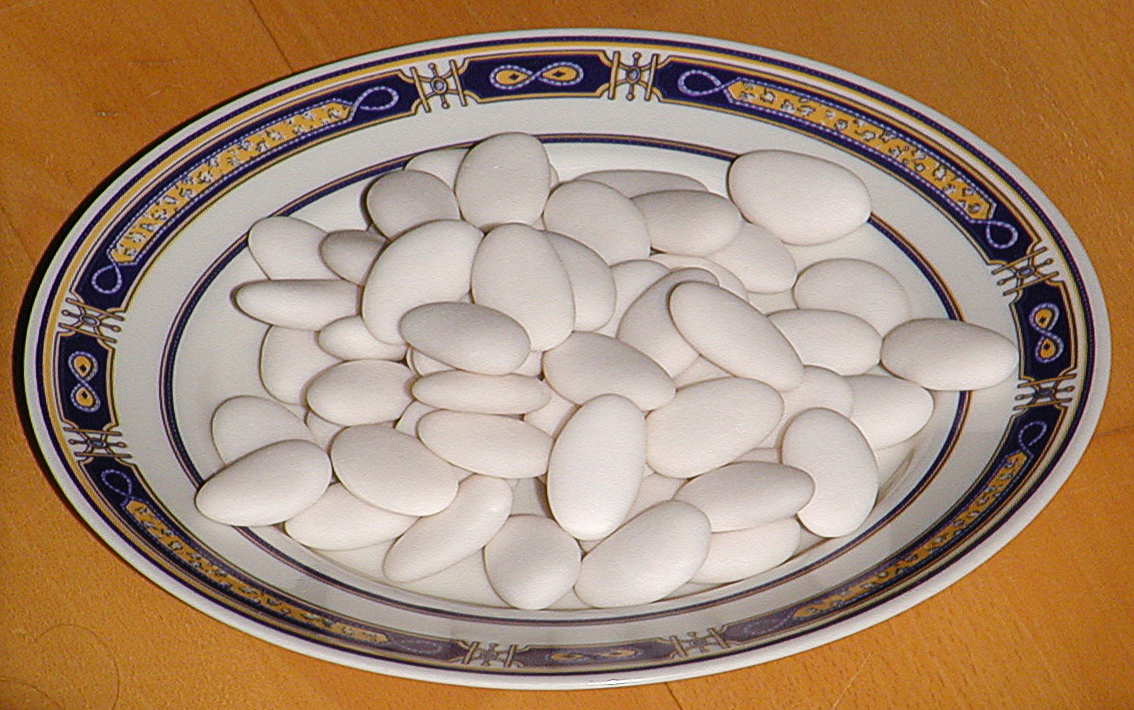
Confetti di Sulmona'

- Bocconotto: tartaletas de masa quebrada rellenas, espolvoreadas con azúcar glas, en forma de cono truncado invertido.

- Confetto de Sulmona: : la almendra garrapiñada es un símbolo típico de la repostería de la región, en particular de la ciudad de Sulmona; Los Confetti di Sulmona son famosos en todo el mundo y son uno de los productos gastronómicos de Abruzzo más exportados. Suelen agruparse en pequeñas flores: las almendras garrapiñadas son pétalos [32].

- Ferratella: también llamada cancellata, pizzella o neola, es un postre típico de Abruzzese [34] creado con masa de galleta cocinada a través de una placa doble al rojo vivo, que al apretar la masa por arriba y por abajo, le da a la torta la forma característica de una oblea cruzada. por costillas. Entre las diversas variantes de diseño, el patrón de diamantes, o puerta, da lugar al nombre de cancelación. Preferiblemente de forma rectangular, en San Valentín también se preparan en forma de corazón. En algunas provincias de Abruzzo también se le llama nube o neola. En algunos casos este postre se enrolla como un cannoli relleno de mermelada, tradicionalmente elaborado con uvas, pero también con natillas o chocolate. La variante con dos barquillos rellenos superpuestos toma el nombre de tapa, por el recubrimiento del primer barquillo con el segundo, la tapa.

- Parrozzo: Parrozzo: postre típico de Pescara hecho famoso por Gabriele d'Annunzio [35], Parrozzo se hace con sémola o, alternativamente, harina amarilla o blanca con almidón, azúcar, almendras picadas, jugo de limón y se cubre con chocolate negro.

- Sise delle monache: pastel típico de Guardiagrele, en la provincia de Chieti, con una forma un tanto particular, cuya base está formada por tres bolas de bizcocho, cubiertas de crema pastelera

- Zeppole: hay dos variantes: en la costa y en la zona de Teramo, la zeppola es una especie de hojaldre de crema, frito o al horno, con una pequeña cereza negra en el centro. All'Aquila, por otro lado, la zeppola es una especie de rosquilla con levadura, frita y espolvoreada con azúcar. Como en muchas otras zonas de Italia, son típicas de la fiesta de San Giuseppe (19 de marzo)

- Cagionetti, calgionetti, caggiunitt', caggionetti, caviciunette, cawcinitt, caucinetti: Pastel navideño similar a un ravioli, con una mezcla de harina, aceite y vino blanco. El relleno se compone de garbanzos, cacao, mosto cocido, canela y piel de naranja que se fríe; en la zona de Teramo y Montorio al Vomano el relleno se compone de pasta de castañas, almendra picada, chocolate negro, piel de limón, ron, miel, canela; en Ortona y Chieti, en cambio, el relleno se compone de una mezcla de mermelada de uva negra de Montepulciano, almendras y nueces tostadas y molidas, canela y cacao.

- Células rellenas: medias lunas formadas por una lámina de masa crujiente elaborada con harina, aceite y vino blanco que en su interior esconde un suave relleno de mermelada, almendras, azúcar, bizcochos secos [30].

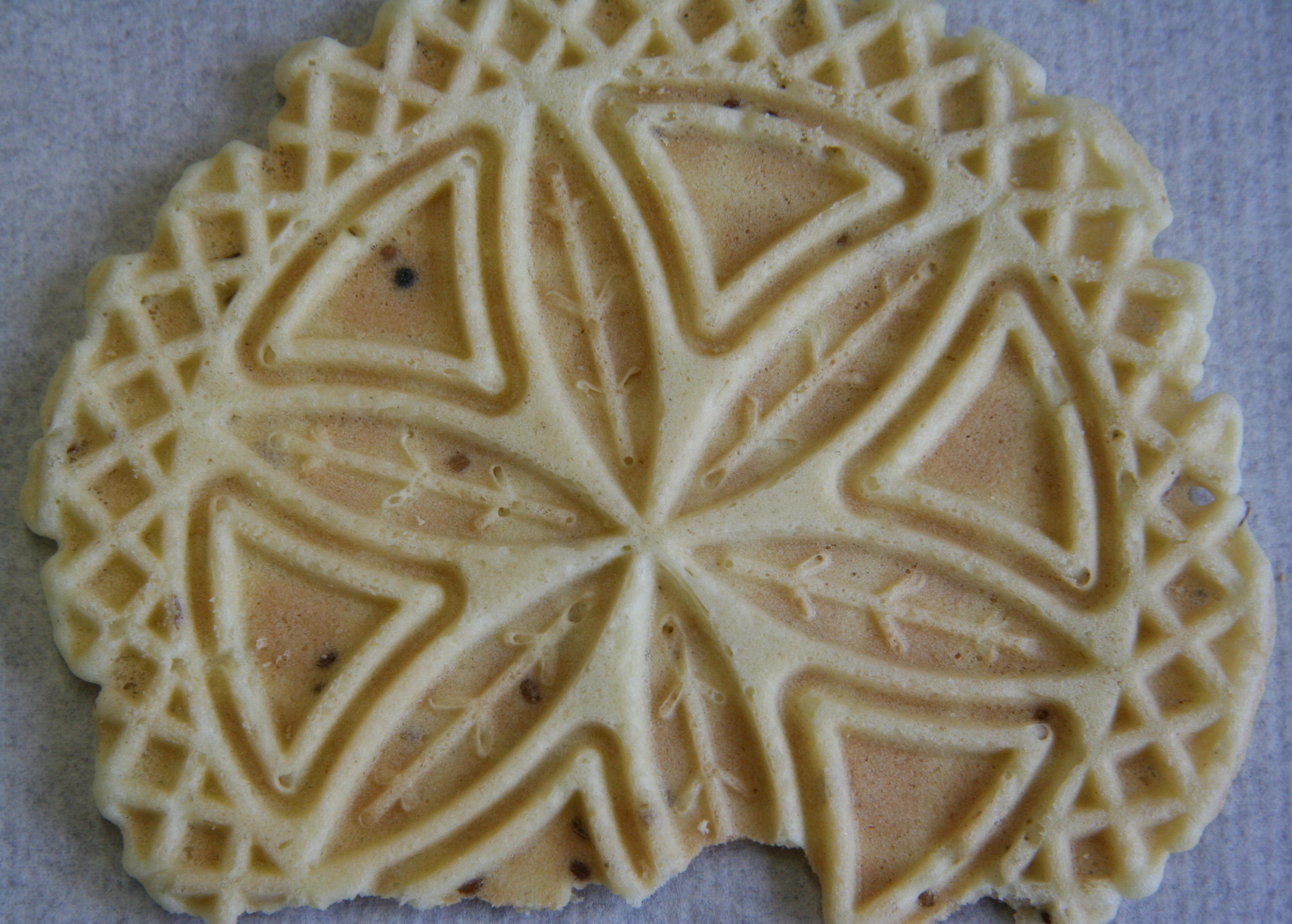
Pizzelle de anís.

- Cicerchiata: el postre está hecho de pasta de harina, huevos y, en algunas variaciones, mantequilla o aceite de oliva, azúcar, licor o jugo de limón. De ella se obtienen bolas de aproximadamente un centímetro de diámetro que se fríen en aceite de oliva o manteca de cerdo. Escurrir, se mezclan con miel hirviendo y se disponen en una pila. A medida que la miel se enfría, cementa las bolas y le da solidez a la estructura. Como suele ocurrir con los postres tradicionales y milenarios, existen variantes que añaden diferentes ingredientes a la receta básica [31].

- Almendras crujientes: parece una barra fina, dura y crujiente de color marrón ámbar, elaborada con almendras mezcladas con azúcar derretida y cuajada.

- Cumbriziun' o batidos: similares a los bocadillos blandos y de consistencia blanda, se preparan con harina, huevos, azúcar, aceite de oliva, leche, amoníaco y limón. Una vez hecha la masa, se vierte con una cuchara en una sartén sin dejar que suba, y se coloca inmediatamente en el horno.

- Fiadone: tiene forma de ravioli, la masa externa se prepara con una mezcla de huevos, aceite, vino blanco, harina, mientras que el relleno puede variar, pero se basa en queso con productos de masa dura como Rigatino y Pecorino, huevos y diferentes especias (nuez moscada y/o pimienta molida, y, en la zona de Aquila, también azafrán).

- Mostaccioli di Scanno: galletas típicas del famoso pueblo de Abruzzo, con corazón de almendras y mosto cocido, generalmente cubiertas con glaseado de chocolate.

- Pan dell'orso: es un dulce de Abruzzo, similar al parrozzo, del cual se diferencia en la preparación de la masa, porque se le agrega miel y mantequilla para darle más suavidad a la masa.

- Pan ducale: la receta tradicional incluía huevos, azúcar, harina y almendras a la que se le añadía chocolate puro, a partir de 1800, característica fundamental del postre. Suele estar siempre presente en ocasiones importantes o en visitas de familiares y amigos; hay varias variantes:

- Pan d'Amore: hay dos tipos: el de la clásica forma alargada del pan ducale, recubierto de azúcar glas, y el de forma de corazón, con la pasta recubierta de chocolate puro.

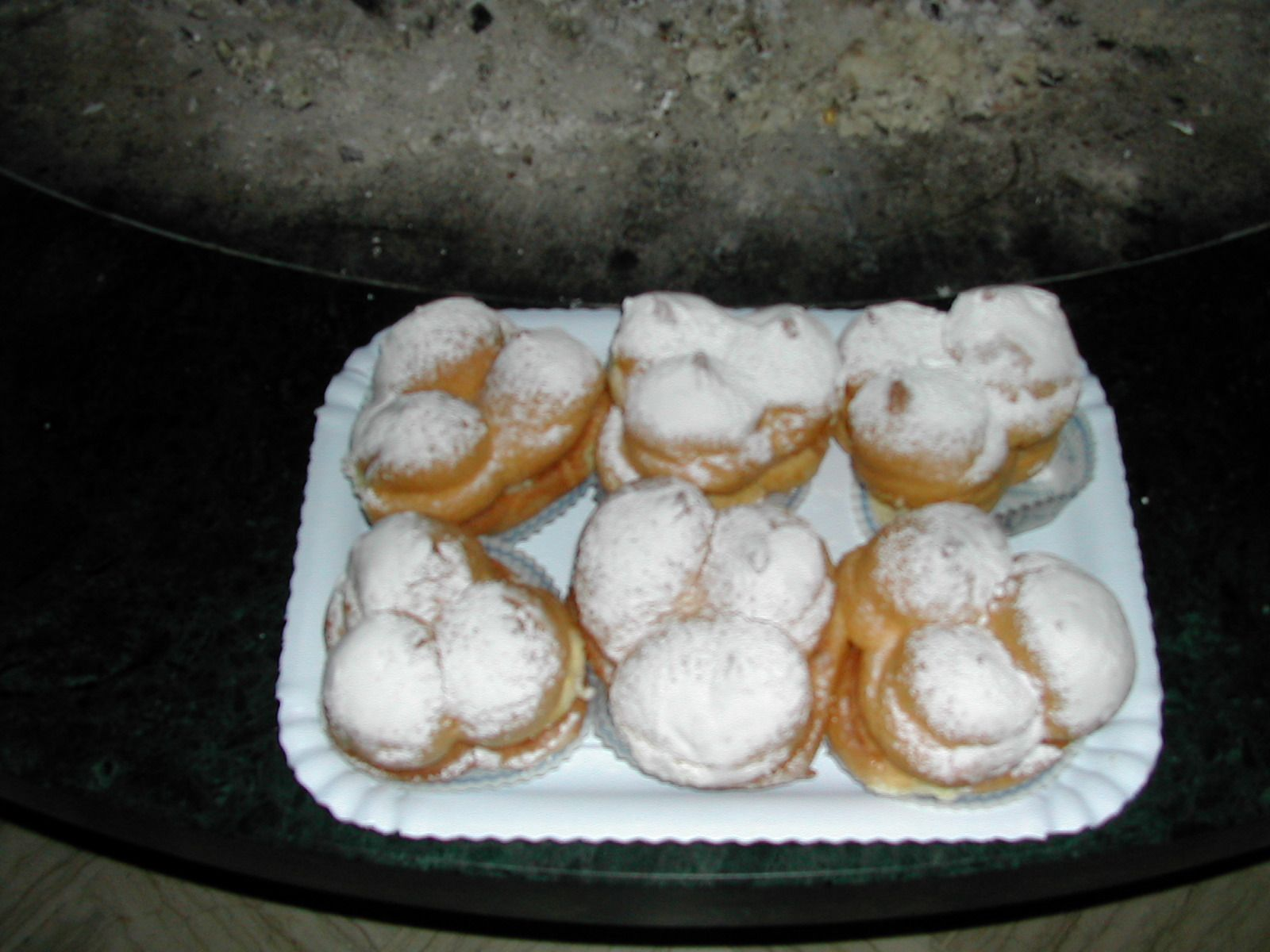
Sise delle monache.

- Pan Ducale Prestige: es el clásico pan ducale, relleno de crema de chocolate y recubierto de azúcar glas.

- Pizza Dolce / Pizza Dogge: Postre consistente en varias capas de bizcocho de color amarillo intenso, empapado en alchermes u otros licores, generalmente relleno de crema pastelera y cacao.

- Tarallucci: dulce típico de masa Casalbordino elaborado con harina, vino y aceite. El relleno con mosto, almendras, chocolate negro y café.
- Bizcocho de limón: es el clásico pan ducale, pero esta vez con un delicado aroma a limón, dado que se le añade ralladura de limón a la masa.
- Dolce del Papa: es la variante más conocida del pan ducale. Fue creado con motivo de la visita del Papa Juan Pablo II a Atri, el 30 de junio de 1985, y también fue obsequiado al Papa como recuerdo. La forma rectangular clásica del pan ducale es un poco diferente, ya que la parte superior es redondeada: la receta es la misma que la del pan ducale clásico, con solo una pizca de azúcar glas.

- Lattacciolo: es un postre de cuchara típico de Abruzzese que parece un budín a base de leche, huevo y azúcar y debe servirse y comerse frío.
- Folleto de Higos Secos: Se presenta en un paquete rectangular envuelto en papel plateado que contiene higos secos, chocolate amargo, almendras, azúcar, cidra confitada, cacao, canela, vainilla, azúcar glas, ralladura de limón y nueces.

- Lenguas de la suegra: son pequeños dulces muy difundidos principalmente en la provincia de Chieti, hechos con almendras, harina o harina de espelta orgánica, azúcar, chocolate negro, mantequilla o margarina, anís, un vaso de ponche, medio vaso de grappa, un sobre de vainillina.

- Pepatelli: los pepatelli (localmente llamados pappatil') son dulces navideños con almendras típicas de los Abruzos originarios de Teramo, de forma rectangular, llamados así por la presencia de pimienta en la masa.

- Hojaldre de ricota: son pasteles elaborados con ricota, azúcar, huevos y ralladura de limón encerrados en una masa quebrada de aceite de oliva. También existe la variante de pastel.
- Turrón de Guardiagrele: postre típico de Guardiagrele, donde se hace muy parecido a crocante, se compone de almendras enteras tostadas mezcladas con azúcar, fruta confitada y canela [38].

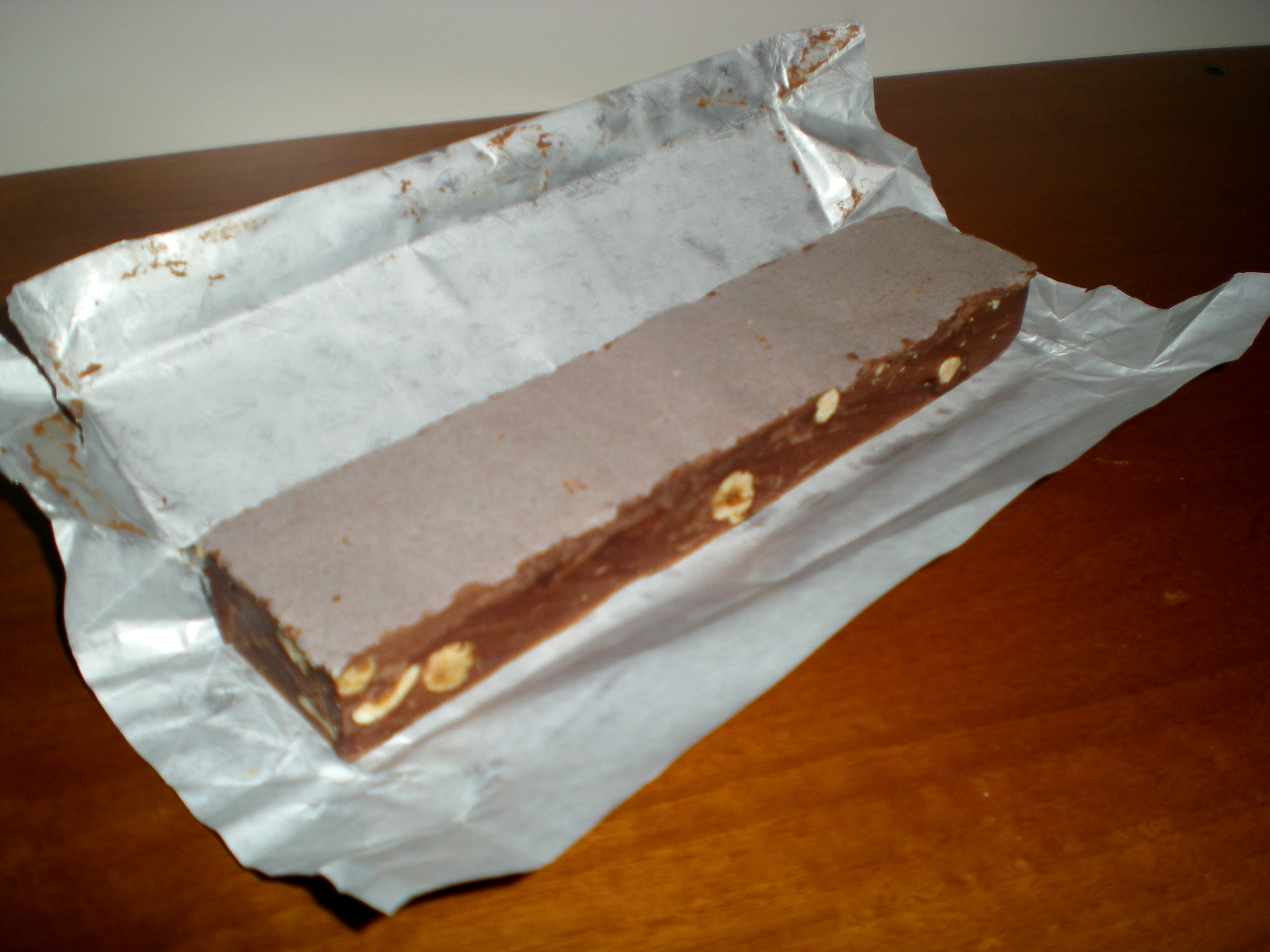
Turrón tierno de Aquilano con chocolate

- Turrón tierno de Aquilano con chocolate: típico de Aquila, el turrón tierno de chocolate L'Aquila es una variedad de turrón tierno de avellana producido en la ciudad desde principios del siglo XIX y caracterizado por la presencia de cacao en la masa. Esta variedad de turrón se elabora en forma de palito y consiste en una masa blanda, esponjosa, de color marrón con avellanas tostadas. Lo que lo diferencia del clásico turrón de Cremona es la presencia en la masa, además de clara de huevo, miel y azúcar, también de cacao y la consistencia muy blanda de la masa.

### Bebidas
- Montepulciano d'Abruzzo Colline Teramane
- Vino de Abruzos
- centerbe ('licor de Hierbas'),
- liquore allo zafferano ('licor de azafrán')

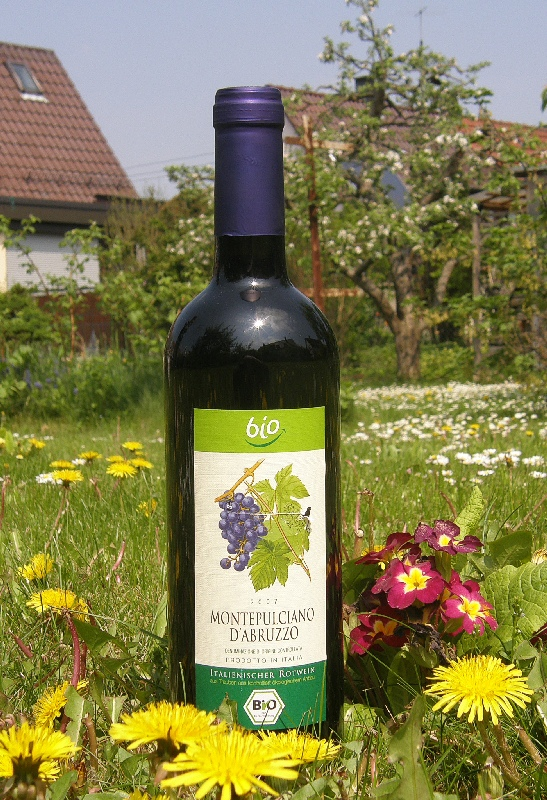
vino Montepulciano d'Abruzzo

- liquore alla liquirizia ('licor de regaliz')
- liquore di genziana ('licor de genciana')

### Traducción
- Esta obra contiene una traducción  derivada de «Cucina abruzzese» de Wikipedia en italiano, concretamente de esta versión, publicada por sus editores bajo la Licencia de documentación libre de GNU y la Licencia Creative Commons Atribución-CompartirIgual 4.0 Internacional.

- Datos: Q616698
- Multimedia: Cuisine of Abruzzo / Q616698